# Ym:Stammen
Ym:Stammen — пост-панк группа из Осло, Норвегия], основанная в 1983 году, выпустившая шесть альбомов. Творчество группы находилось под значительным влиянием скандинавского средневекового фольклора. Музыка группы представляет собой сочетание гренландского пения и примитивного рока, с некоторыми элементами поп-музыки. Коллектив выступал с концертами в северной Европе и Канаде в течение 80-х и 90-х годов. Со своим северо-языческим подходом, группа оказала значительное влияние на Норвежский блэк-метал. Ym: stammen дала последний концерт в июне 1999 года в Осло.

## История
Основателем, лидером и идеологом коллектива является довольно колоритная и разнообразная личность Трюггви Матиесен. Он начал свою музыкальную карьеру в конце 70-х с участия в панк-рок-группах, таких, как Squirms, Ingen adgang и Dødsdansen. В последней играл также Карлос Плату, с которым Трюгве основал проект Lik. Под этим названием они издали сингл, длительностью 7 минут и ставший первым, изданным на личном лейбле Матисена — Likvider. Параллельно с музыкальной деятельностью Трюгве участвовал в издании ряда любительских музыкальных журналов (среди которых были Bored Teenagers, 79-kriser и Sider du ikke ser i dagslys). В 1981 году Матисен начинает новый проект — минималистичный дуэт I angst совместно с Йорун Гордер, который просуществовал всего один год, после чего Трюгве оказался в составе другого дуэта — Некрополь — на этот раз с греком Танасисом Златаносом. После издания пластинки и некоторых концертов Трюгве выпускает на своем лейбле сольный альбом El, который стал одним из самых значительных альбомов в так называемой «кассетной волне» (которая имела место в Норвегии примерно с 1982 по 1985 год). Параллельно Трюгве дает несколько концертов в составе квартета Søvn зимой-весной 1983 года.
В том же 1983-м появляется группа Ym:Stammen, которая на долгие годы становится главным проектом Матисена. Первая репетиция нового проекта состоялась 13 августа 1983 года, и на тот день в составе группы находились двое музыкантов: Трюгве (вокал) и Кристофер Нильсен (банджо). Музыкальная идеология Ym:Stammen была своего рода ответом американской гитарной эпохе, которая потеснила в начале 80-х движение «новой волны», к которому Трюгве со своим панковским прошлым имел личные чувства. Музыка Ym:Stammen внешне имела много общего с панком — при своей минималистичности она вдохновлялась средневековым скандинавским фольклором, с мощной ритмической основой и многоголосым пением. При этом был подчеркнут андеграундный имидж и нежелание «плыть по течению», чтобы идти за модными тенденциями современности. В текстах песен Трюгве с самого начала пытался воспроизвести первоначальную языковую магию, вернув словам их непосредственный смысл.
Название коллектива связано с персонажем скандинавской мифологии Имиром, который первым из живых существ появился во Вселенной и из тела которого боги (асы) создали мир. Таким образом, название «племя Имиру» в представлении музыкантов имеет в виду всех, живущих на Земле.
В ноябре 1983 года «племя» Матисена (которое стало квартетом, в котором, дополнительно к нему, есть Туре Халланд — гитара, Трюгве Юхансен — струне и клавишные и Свейн Сульберг — бас, барабаны, клавишные) приступает к записи первого альбома Overvintrede. В записи также принимали участие Уле Брекке (гитара) и Листер. В феврале 1984 года альбом выходит на лейбле Likvider.
В мае 1984 года Ym:Stammen снова сокращается до дуэта — Трюгве и Оддвар Карлсмюр (ударные, вокал). Вскоре к ним присоединяется Анне Грете Колос (флейта, ударные, вокал), которая, кстати, бросает «племя» после трех концертов. Дуэт развивает бурную концертную деятельность и принимает участие в фестивале Srpø в Арендале. В октябре 1984 года группа записывает второй кассетный альбом I vi-landet, который выходит в ноябре на том же лейбле Likvider. В феврале 1985 года к Ym:Stammen присоединился Даг Улав Сивертсен. В марте группа отправилась в турне по Трьонделагу и Нурланну, а в ноябре начинает репетировать песни для нового альбома, запись которого затягивается более чем на год. За это время Матисен и Сивертсен дают концерт в Осло под названием «Noregs Mænnir», который очевидцы прозвали самопародией на Ym:Stammen. В апреле 1986 года из группы уходит Сивертсен и появляются Харальд Бекстрьом (бас), Свен-Улав Дюбвик (гитара), Эрик Якобсен (клавишные) и Кристиан Рефсум (ударные). Бекстрьом и Рефсум вскоре ушли, но успели принять участие в создании альбома Dvergmål, который с большим опозданием вышел в октябре 1987 года на виниле и стал первым «официальным» релизом Ym:Stammen, который способствовал увеличению аудитории слушателей. От принципиального минимализма музыканты ушли к более разнообразной и оригинальной палитре, в которой пересекались элементы рока, фолка, шаманские заклинания и мантры, хоровое пение викингов и авангардные веяния.
Параллельно работе над альбомом Матисен снимается в кино — 13 февраля 1986 года выходит короткометражный фильм «Веселый парень» (режиссёр Арне Торвунд), где Трюгве снимался в главной роли. Состав Ym:Stammen тем временем стабилизируется: Матисен, Карлсмюр, Рефсум, Бекстрьом, Пол Йоргенсен (клавишные), Юн Андерс Странд (бас, гитара, вокал). Группа активно гастролирует, в том числе за рубежом — на фестивалях в Лондоне, в Стокгольме и на праздновании 1000-летия Дублина. Концерты в столице Ирландии были особенно знаменательными, Ym:Stammen выступали на них официальными представителями от Королевства Норвегия, а турне было профинансировано норвежским министерством иностранных дел.
Одновременно с Ym:Stammen Трюгве занимается сторонним студийным проектом Ym:Stimen, состоявшим сначала из Матисена, Йоргенсена и Карлсмюра. В августе Ym:Stimen записали песню «Vi blir fisk» для сборника Den akustiske guitarliga. Через некоторое время Трюгве отправился в Грецию, где участвовал в выступлении бывшего коллеги и доброго друга Танасиса Златаноса на Средиземном фестивале современной музыки и джаза в Тесалониках 13 октября. В ноябре 1987 года Ym:Stammen записывают в студии сингл из двух песен, выход которого, однако, так и не состоялся, а песни были позже добавлены как бонусы к CD-версии Dvergmål, которая вышла в 1993 году. Группа активно принимает участие в ряде сборников, многие из которых имели ярко выраженную политическую направленность. Музыканты яростно отстаивают свои взгляды, выступая против загрязнения окружающей среды, защиту животных, против милитаризации и неонацизма.
В течение 1988 года группа, сократился до формата трио, меняя музыкантов, сделала несколько студийных записей, и с марта 1989 года по февраль 1991 прекратила деятельность. Вернувшись в составе Трюгве, Терье Рьоннов (бас), Андреас Эриксен (ударные) и Ю. Лангеланн (гитара), Ym:Stammen приступили к записи альбома Enøyd. В записи альбома и концертах также принимали участие сессионные музыканты, в том числе довольно известный скрипач Эйвинд Раусет, который ранее играл в группе Folque. В таком виде Ym:Stammen просуществовал до 1994 года.
В музыкальном плане Enøyd представлял собой не менее странную картину, чем его предшественники. Увеличилось влияние восточных мотивов и поп-музыки, кроме того в песнях активно использовались архаичные образы, чаще всего — из скандинавской мифологии. Само название диска намекает на Одина, который отдал свой глаз в залог ради обретения мудрости. Трюгве со своими коллегами активно пытаются развеять стереотип о том, что язычество есть признак неонацизма и тоталитарного мышления, и пытаются вернуть древним символам, которыми в свое время злоупотребляли нацисты, их изначальный смысл. В апреле 1992 года Ym:Stammen записывают для NRK два видеоклипа на песни «Overkjørt av jul og vogn» и «Langobardene». Группа выступает на многих скандинавских музыкальных фестивалях, в том числе в Роскильде (Дания), и даже гастролирует на Фарерских островах. По мотивам фарерского турне NRK показывает документальный фильм.
После участия в фестивале Quart в июле 1994 года в Кристиансане из группы уходят Эриксен и Рьоннов. Группа записывает сингл Tusen års fortielse. Главным событием года для группы становится выход очередного альбома Ulv! Ulv!, который продолжил линию предшественника и продемонстрировал не менее причудливую палитру цветов и мелодий — от старинных «викингских» баллад (Hevner-Kvadet) до классических аранжировок (Min Brud) и зажигательных восточных танцев (Endelig). Тексты песен, как водится, привлекают яркостью и философичностью. Как бонус-трек в альбоме в «замедленной» версии присутствует старый трек «Solbeven», который был записан ещё в 1987 году.
В конце лета 1995 группа выглядит следующим образом: Матисен, Лангеланн, Кай Людевалл (ударные), Дуглас Александре (бас) и Туре Ильвисакер (клавишные). Группа участвует в записи саундтрека к фильму «Myggen», а также записывает композицию «Alu Alu Laukar» для сборника Larmende opptog i taushetens gata. В июле 1996 года группа записывает свой последний на сегодняшний день альбом Guden-i-steinen.
В июне 1998 года группа отправляется в турне по Канаде, а год спустя, 23 июня 1999 года, даёт последний концерт в клубе Blå в Осло. За месяц после него музыканты записывают демо с набросками новых песен, которые до сих пор так и не были изданы. С тех пор о группе ничего не слышно, хотя среди фанатов ходят слухи о воссоздании группы. Лично Трюгве Матисен последние годы работает над историей панк-движения в Норвегии в 1977—1980 годах.

## Дискография
- 1984 — Overvintrende
- 1984 — I Vi-landet
- 1987 — Dvergmål
- 1992 — Enøyd
- 1993 — Dvergmål
- 1994 — Ulv! Ulv!
- 1997 — Guden-i-Steinen